# Micropanchax loati
Micropanchax loati és una espècie de peix de la família dels pecílids i de l'ordre dels ciprinodontiformes.

## Descripció
- Pot arribar a fer 4 cm de llargària màxima.
- 7-8 radis tous a l'aleta dorsal.
- 13-15 radis tous a l'aleta anal.[1][2]

Els mascles poden assolir els 4 cm de longitud total.

## Hàbitat
És un peix d'aigua dolça, bentopelàgic i de clima tropical (22 °C-26 °C).

## Distribució geogràfica
Es troba a Àfrica: Kenya, el Nil Blanc al Sudan, el riu Nil i el seu delta a Egipte, els llacs del nord-est de la República Democràtica del Congo i conques d'Uganda i Tanzània.
Es troba a Àfrica: tram sudanès del Nil Blanc, Nil egipci (incloent-hi el seu delta), llacs del nord-est de la República Democràtica del Congo, Uganda, Tanzània central i Kenya.

## Vida en captivitat
És molt difícil de mantindre'l en un aquari.

## Observacions
És inofensiu per als humans.